# Chattanooga
Chattanooga er en amerikansk by og administrativt centrum i det amerikanske county Hamilton County, i staten Tennessee. I 2006 havde byen et indbyggertal på 168.293.